# Rio Torto (Abruzzo)
Il Rio Torto è un piccolo fiume dell'Abruzzo, tributario di destra del Sangro. Le sorgenti si trovano nel gruppo dei Monti della Meta, in comune di Alfedena, in Valle Porcile, a oltre  1400 m.s.l.m., in un ambiente caratterizzato da boschi di faggio.

## Percorso
Il fiume per circa 1 km dalle sorgenti corre in direzione E sul fondo della valle delimitata a N dalle pendici meridionali del Monte Serrone (1781 m s.l.m.) e a S dal dirupo che chiude a N l'altopiano dei Tartari. Subito a valle della presa d'acqua dell'acquedotto di Alfedena, il Rio Torto riceve le acque di un tributario privo di nome che si origina dalla Sorgente dei Tartari (m 1626 s.l.m.) e il suo corso volge a NE per poco meno di 2 km. Qui le acque del Rio Torto vengono raccolte nel bacino artificiale del Lago della Montagna Spaccata (1066 m.s.l.m.) da cui in parte vengono convogliate verso il Volturno per la produzione di energia idroelettrica. Dalla sorgente all'immissione nel lago, il Rio Torto delimita il confine tra i comuni di Alfedena e Barrea. 
Superato il lago, il Rio Torto si incassa brevemente in una gola, in un ambiente caratterizzato da cerrete. Percorre poi un breve tratto in ambiente aperto, dove è circondato da una vegetazione ripariale con pioppi e salici che l'accompagnerà fino all'immissione nel Sangro, ed entra nell'abitato di Alfedena. Qui il Rio Torto si incassa nuovamente nelle gole di San Nicola,  tra le pendici del Monte San Nicola e quelle del Monte Caricio. Poco dopo l'uscita dal paese, in direzione NE, il Rio Torto entra nella piana del Sangro e vi confluisce.

## Livelli di inquinamento
Scorrendo in un territorio particolarmente curato dal punto di vista ambientale, ai limiti Parco nazionale d'Abruzzo, Lazio e Molise, e attraversando solo un piccolo centro con minime realtà produttive inquinanti, il Rio Torto è un corso d'acqua relativamente incontaminato, al segno che le sue acque, in località Montagna Spaccata, a circa 3 km dalla sorgente, sono designate come acque dolci superficiali destinate alla produzione di acqua potabile nel piano della tutela delle acque della Regione Abruzzo.

## Fauna
Caratterizzato da una ricca fauna ittica, il Rio Torto annovera tra le proprie specie ittiche l'alborella appenninica (Alburnus albidus), fino al 1971 comune, ma oggi in serio rischio di estinzione.